# Real Zaragoza 2015-2016
Questa voce raccoglie le informazioni riguardanti il Real Zaragoza nelle competizioni ufficiali della stagione 2015-2016.

## Stagione
Il 20 dicembre l'allenatore Ranko Popović viene esonerato. Il 27 dicembre viene ingaggiato lo spagnolo Lluís Carreras.
Il club aragonese termina il campionato all'ottavo posto. Manca l'accesso ai play-off per la promozione perdendo all'ultima giornata per 6-2 in casa dell'UE Llagostera.
In Coppa del Re, il Real Zaragoza viene eliminato al primo turno dal Llagostera.

## Rosa
| N. |                      | Ruolo | Calciatore           |
| -- | -------------------- | ----- | -------------------- |
| 2  | Spagna (bandiera)    | D     | Marc Bertrán         |
| 3  | Spagna (bandiera)    | D     | Mario Abrante        |
| 4  | Uruguay (bandiera)   | D     | Leandro Cabrera      |
| 5  | Spagna (bandiera)    | D     | Rubén González       |
| 6  | Polonia (bandiera)   | C     | Cezary Wilk          |
| 7  | Giappone (bandiera)  | C     | Aria Hasegawa        |
| 8  | Spagna (bandiera)    | C     | Albert Dorca         |
| 9  | Spagna (bandiera)    | A     | Ángel Rodríguez Díaz |
| 10 | Spagna (bandiera)    | A     | Alfredo Ortuño       |
| 10 | Spagna (bandiera)    | A     | Javi Ros             |
| 11 | Spagna (bandiera)    | C     | Jaime Romero         |
| 12 | Spagna (bandiera)    | A     | Manuel Lanzarote     |
| 13 | Marocco (bandiera)   | P     | Yassine Bounou       |
| 14 | Argentina (bandiera) | C     | Juan Emmanuel Culio  |
| 15 | Spagna (bandiera)    | A     | Pedro Sánchez        |
| 16 | Spagna (bandiera)    | D     | Isaac Carcelén       |
| 17 | Colombia (bandiera)  | C     | Fredy Hinestroza     |

| N. |                    | Ruolo | Calciatore        |
| -- | ------------------ | ----- | ----------------- |
| 18 | Camerun (bandiera) | C     | Jean Marie Dongou |
| 19 | Spagna (bandiera)  | C     | Erik Morán        |
| 20 | Uruguay (bandiera) | C     | Jorge Luis Díaz   |
| 20 | Spagna (bandiera)  | C     | Alberto Guitián   |
| 21 | Spagna (bandiera)  | D     | Joan Campins      |
| 23 | Senegal (bandiera) | C     | Pape Diamanka     |
| 24 | Spagna (bandiera)  | D     | Abraham Minero    |
| 25 | Spagna (bandiera)  | P     | Manu Herrera      |
| 26 | Spagna (bandiera)  | D     | Diego Rico        |
| 27 | Spagna (bandiera)  | C     | Tarsi             |
| 28 | Spagna (bandiera)  | A     | Kilian Grant      |
| 31 | Spagna (bandiera)  | D     | Jesús Vallejo     |
| 32 | Spagna (bandiera)  | C     | Sergio Gil        |
| 33 | Spagna (bandiera)  | A     | Jorge Ortí        |
| 34 | Spagna (bandiera)  | A     | Sergio Buenacasa  |
| 35 | Spagna (bandiera)  | D     | Iñaki Olaortua    |
| 36 | Spagna (bandiera)  | D     | Carlos Nieto      |